# Malaysian Juniors 2012
Das Malaysian Juniors 2012 (vollständig Maybank Malaysia International Youth U19 Badminton Championships 2012) als bedeutendstes internationales Nachwuchsturnier von Malaysia im Badminton fand vom 11. bis zum 16. September 2012 in Kuala Lumpur statt.

## Sieger und Platzierte
| Disziplin    | Gold                                  | Silber                             | Bronze                                             |
| ------------ | ------------------------------------- | ---------------------------------- | -------------------------------------------------- |
| Herreneinzel | Choi Sol-gyu                          | Sitthikom Thammasin                | Ng Ka Long                                         |
| Herreneinzel | Choi Sol-gyu                          | Sitthikom Thammasin                | Soong Joo Ven                                      |
| Dameneinzel  | Lee Min-ji                            | Kim Hyo-min                        | Liang Xiaoyu                                       |
| Dameneinzel  | Lee Min-ji                            | Kim Hyo-min                        | Pornpawee Chochuwong                               |
| Herrendoppel | Arya Maulana Aldiartama Edi Subaktiar | Hafiz Faizal Putra Eka Rhoma       | Lee Chun Hei Ng Ka Long                            |
| Herrendoppel | Arya Maulana Aldiartama Edi Subaktiar | Hafiz Faizal Putra Eka Rhoma       | Darren Isaac Devadass Ong Yew Sin                  |
| Damendoppel  | Lee Sun-min Shin Seung-chan           | Chae Yoo-jung Kim Ji-won           | Lya Ersalita Ruselli Hartawan                      |
| Damendoppel  | Lee Sun-min Shin Seung-chan           | Chae Yoo-jung Kim Ji-won           | Ni Ketut Mahadewi Istarani Ila Alvionitasari Putri |
| Mixed        | Choi Sol-gyu Chae Yoo-jung            | Chua Khek Wei Joyce Wai Chi Choong | Dechapol Puavaranukroh Puttita Supajirakul         |
| Mixed        | Choi Sol-gyu Chae Yoo-jung            | Chua Khek Wei Joyce Wai Chi Choong | Dede Ryan Philip Erica Khoo Pei Shan               |